# Област Сенан
Област Сенан (јап. 泉南郡) Sennan-gun се налази у префектури Осака, Јапан.
2009. године, у области Сенан живело је 70.631 становника и густину насељености од 991 становника по км². Укупна површина је 71,27 км².
У једном тренутку Пич Авиеишн је имао своје седиште на аеродрому Кансај и у Таџирију, у области Сенан.

## Вароши и села
- Куматори
- Мисаки
- Таџири